# Red PAT
PAT (abreviação de Rede Periodistas Associados Televisão, pronunciado como letras separadas P.A.T.) é um canal de televisão aberta boliviano lançado no ar em 1997 por Carlos Mesa. É operado pela empresa "Comercializadora Multimedia del Sur".

## História

### Antecedentes
Em 1990, Carlos Mesa, Mario Espinoza, Amalia Pando y Ximena Valdivia criaram a empresa PAT, inicialmente como produtora de notícias. A produtora de notícias independente produziu dois noticiários: 2ª Edição no meio dia y 3ª Edição durante a noite. O nome 1ª Edição ficou reservado até o nascimento do canal. Em 1990 foram emitidos por América Televisión (América Televisão); e em 1997 pela Bolivisión quando apenas começava suas emissões. Além do noticiário, a produtora PAT realizava três programas mais: De Frente, conduzido e dirigido por Amalia Pando, focado na reportagem de investigação; Detrás de las Noticias (Por trás das notícias) conduzido por Mario Espinoza com um formato documentário e focado em eventos históricos e De Cerca (De Perto) conduzido por Carlos Mesa, mas emitido desde os estudos da Rede ATB. A produtora de Carlos Mesa também esteve envolvida na produção de um filme nacional: Jonás y la Ballena Rosada (Jonas e a Baleia cor de rosa) em 1995. Com a participação societária do dono do jornal El Deber (O Dever) se financiou a saída no ar de PAT. Para fazê-la realidade se depositaram 100 mil dólares americanos na Superintendência de Telecomunicações para conceder a licença. Em setembro de 1998 PAT convirtiu-se em rede nacional.

### 1998 a 2002
O início de transmissões de PAT foi feito a nível nacional via satélite para os nove departamentos da Bolívia. Na maioria das regiões emitindo no canal 42 e só em La Paz no canal 39. Os principais programas de aquela época foram os noticiários 1ª, 2ª y 3ª Edição de PAT Notícias, De Cerca, Por trás das notícias,  a Obertura del Siglo XX (A Abertura do Século XX) conduzido por Sergio Calero e Patricia Flores, uma série de programas da cadeia de cabo MTV, telenovelas, séries e filmes, transmissões em vivo dos Jogos Olímpicos de Sydney, os jogos da seleção boliviana nas eliminatórias Coreia Japão 2002. Foi no ano 2002 quando Carlos Mesa foi convidado pelo MNR para ser candidato da vice-presidência da república, convite que aceitou tendo que deixar em consequência a direção e condução dos noticiários PAT.

### 2002 a 2012
Uma vez que Carlos Mesa se afastou da direção de PAT, Abdallah Edmond Daher Bulus acionista de Aerosur, compra suas ações e a identidade do canal muda e a filial de Santa Cruz fica mais importante. Nas eleições gerais de 2002 vence por uma pequena margem o MNR, partido de Mesa. A época foi turbulenta e só uns meses depois Gonzalo Sánchez de Lozada renuncia à presidência e Carlos Mesa assume o cargo. Em 2003 Mario Espinoza cria um programa chamado El Pentágono (O Pentágono) onde assiste de maneira regular o futuro vice-presidente Álvaro García Linera como palestrante e também Verónica Larrieu, uma modelo de Santa Cruz. Amalia Pando renuncia devido a diferenças entre ela e os demais acionistas da rede. Em 2006 Cayetano Llobet assume o cargo de âncora e comentarista de PAT Notícias Edição Central. Em 2009 renuncia Mario Espinoza à direção de PAT e é substituído pelo periodista José Pomacusi que foi chefe de prensa da red Unitel desde 2001 até 2007. En 2009 nasce o programa No Mentirás (Você não mentirá) sob a condução de Sissi Añez, a ex-esposa de Pomacusi.
O governo de Evo Morales era constantemente criticado em No Mentirás e se focou na asfixia econômica y legal à linha aérea Aerosur apontando a um dos acionistas Abdallah Daher, quem como proprietário da Rede PAT faz essas críticas. Finalmente em 2012 depois de anos de problemas econômicos e legais Aerosur fecha e Abdallah Daher tem de vender suas ações em PAT, passando a ser um meio condescendente com o partido oficialista.

### 2012 - presente
Desde 2012 a rede PAT tem adotado uma linha editorial diferente. A programação se baseia em noticiários, talk-shows, reality-shows e alguns documentários de produção própria. Os noticiários principais são emitidos desde Santa Cruz de la Sierra e La Paz.

## Âncoras
- Jimena Antelo
- Claudia Torrez
- Beatriz Baldiviezo
- Yesenia Barrientos
- Fabiana Villarroel
- Paola Coimbra
- Jorge Robles
- Ronny Mercado

## Slogans
- 1997-2011: Televisión como la gente (Televisão como a gente)
- 2011-2017: Más producción nacional (Mais produção nacional)
- 2017-2018: Nos vemos aquí y un canal con actitud (Nos vemos aqui e um canal com atitude)
- Desde 2018: Vive todos los colores (Vive todas as cores)